# 4262 ДеВоркін
4262 ДеВоркін (4262 DeVorkin, 1989 CO, 1931 TH3, 1955 KA, 1955 MD, 1976 NF) — астероїд головного поясу.
Тіссеранів параметр щодо Юпітера — 3,548.